# Presbytis robinsoni
Presbytis robinsoni — вид приматів з роду Presbytis родини мавпових (Cercopithecidae). До 2020 року вважався підвидом Presbytis femoralis.

## Поширення
Мешкає на півночі Малайського півострова, включаючи південь М'янми і Таїланду.